# Euglossa viridissima
Euglossa viridissima là một loài Hymenoptera trong họ Apidae. Loài này được Friese mô tả khoa học năm 1899.

## Hình ảnh

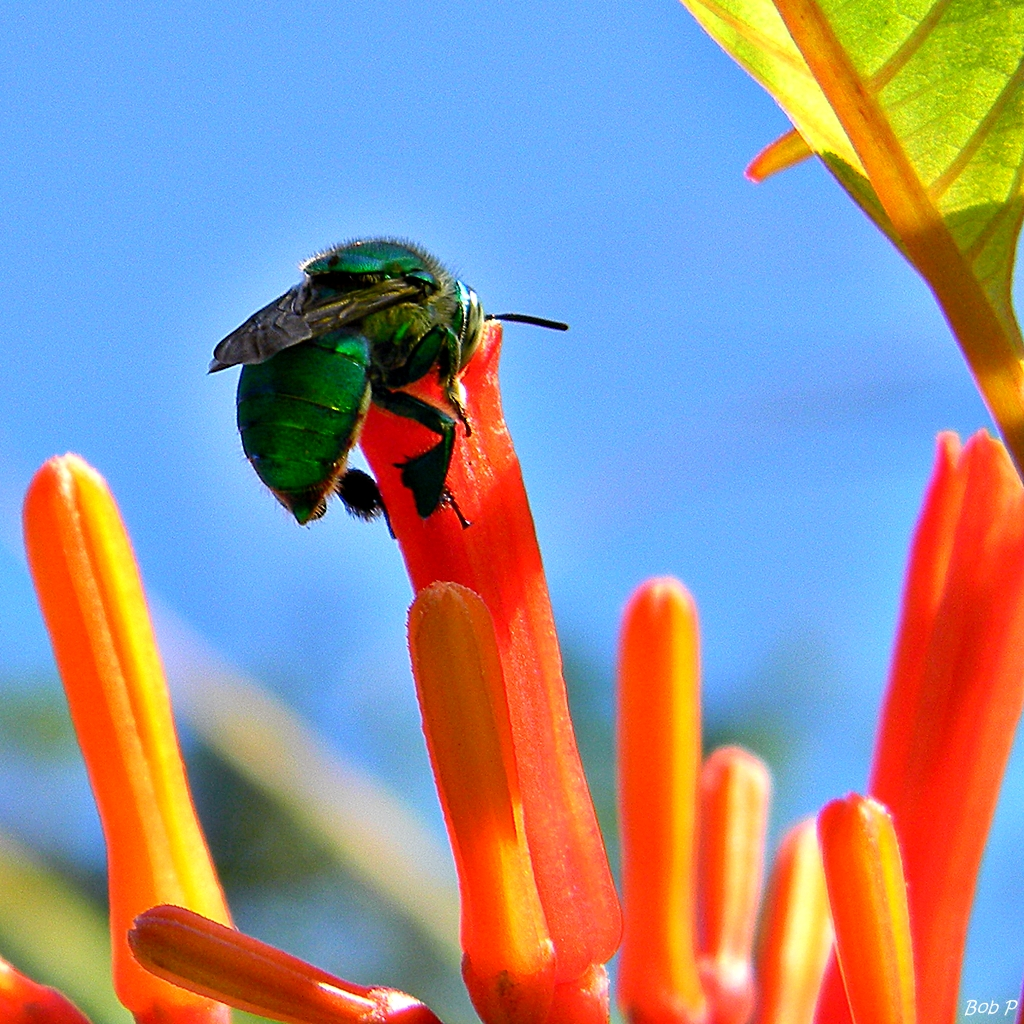
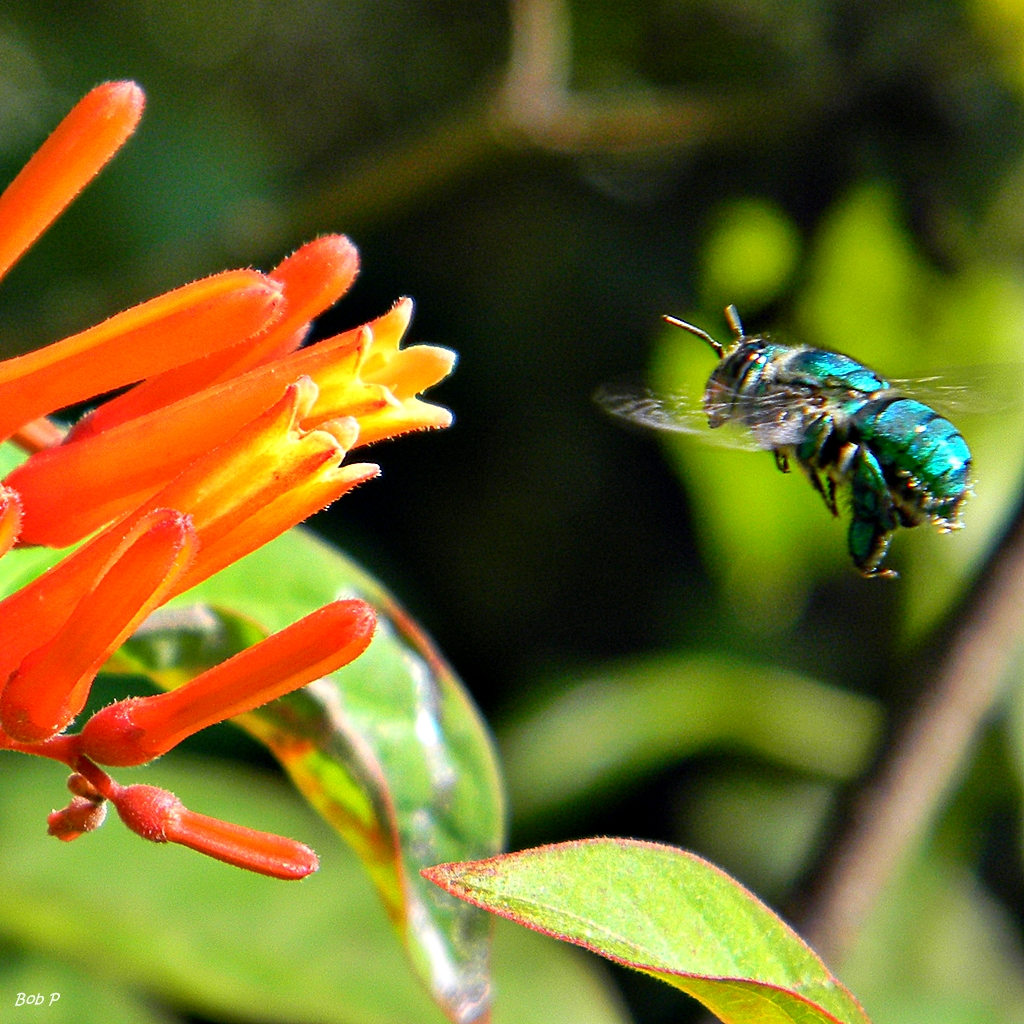
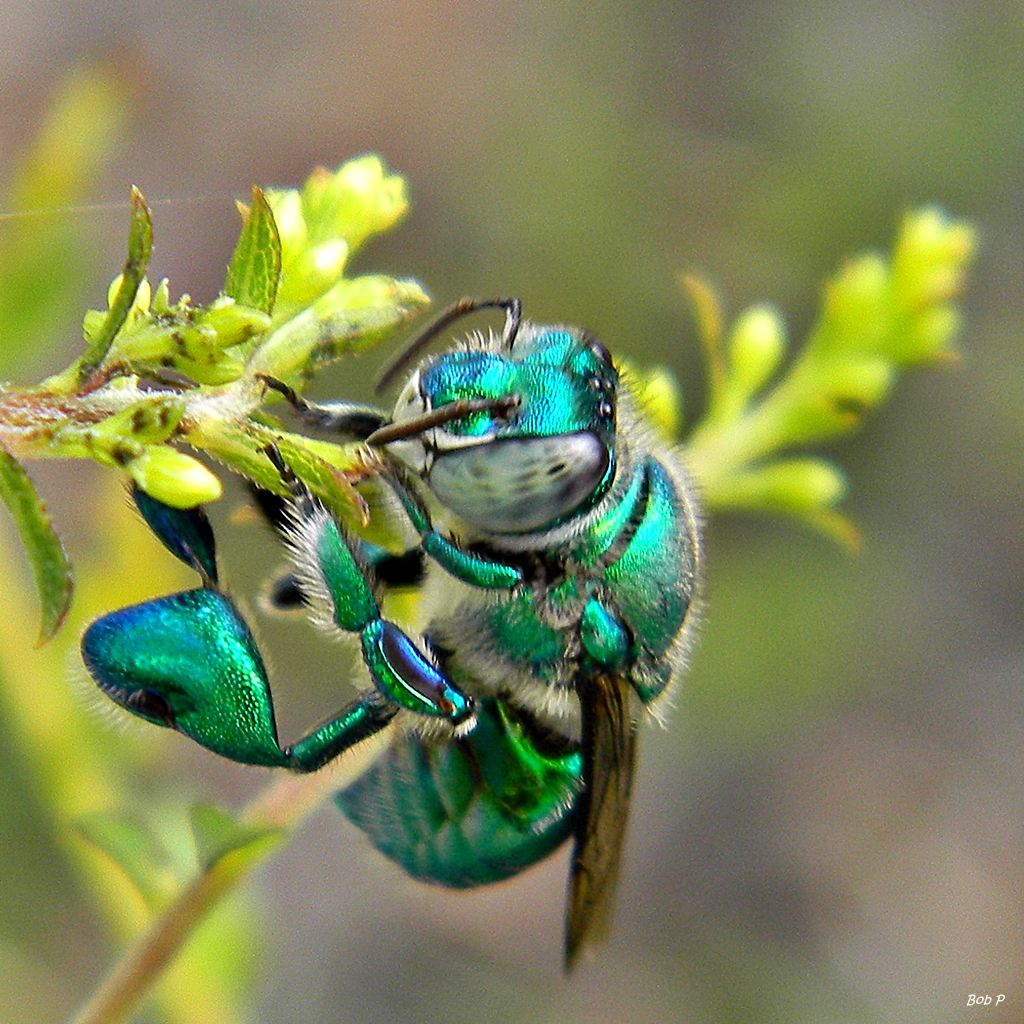
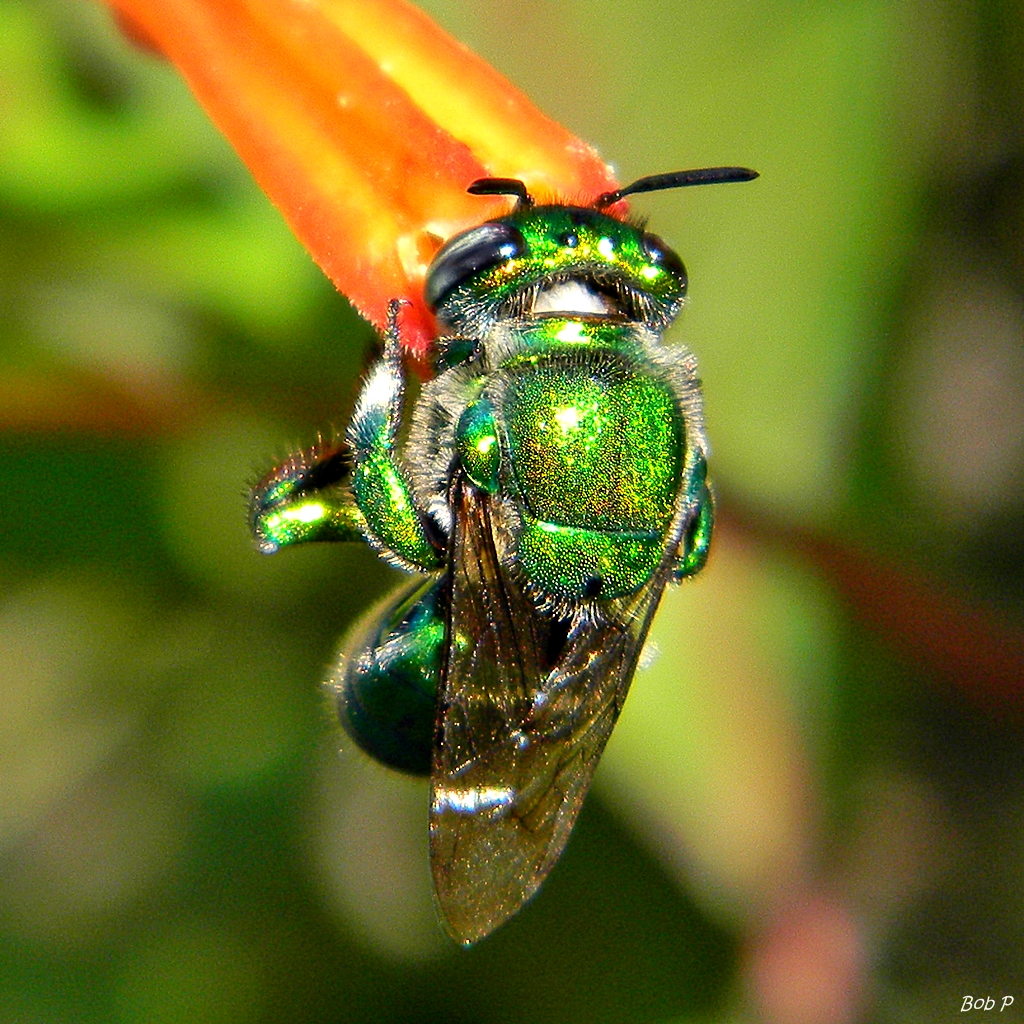